# 约翰·巴普蒂斯特·齐默尔曼
约翰·巴普蒂斯特·齐默尔曼（德語：Johann Baptist Zimmermann，1680年1月3日—1758年3月2日），德国画家，巴洛克时期著名的灰泥匠。
约翰的弟弟多米尼库斯·齐默尔曼也是著名的建筑师、灰泥匠。